# هوسالمی
هِوُسالْمی (به فنلاندی: Hevossalmi) یک منطقهٔ مسکونی در فنلاند است که در هلسینکی واقع شده‌است.